# 山形女王
山形女王（やまかたじょおう/やまかたのおおきみ、生年不明 - 天平17年8月27日（745年10月5日））は奈良時代の皇族。位階は正三位。
父は高市皇子、母は不明。兄弟に 長屋王や鈴鹿王がいる。配偶者や子に関する情報はない。

## 生涯
『続日本紀』によれば、養老から神亀に改元した直後（724年）の叙位の際に正四位上を授かる。既にこの時までに正四位下だった。同じ日に兄の長屋王の室である吉備内親王が二品を授けられており、同じく長屋王の妾である藤原長娥子や、智奴女王も長屋王の妾の1人とみる説に従うと、長屋王の血縁者がこの時揃って授位されたということになる。
その後、天平7年（735年）の「相模国封戸租交易帳」に従三位、封50戸と記されている。同17年（745年）に正三位で薨去した。

## 官歴
注記のないものは『続日本紀』による
- 時期不詳：正四位下
- 神亀元年（724年）2月6日：正四位上
- 天平7年（735年）：見従三位・封50戸（「相模国封戸租交易帳」より）
- 時期不詳：正三位
- 天平17年（745年）8月27日：薨去